# Chusquea patens
Chusquea patens är en gräsart som beskrevs av Lynn G. Clark. Chusquea patens ingår i släktet Chusquea och familjen gräs. Inga underarter finns listade i Catalogue of Life.